# Eirene White, Baroness White
Eirene Lloyd White, Baroness White, geborene Jones, (* 7. November 1909 in Belfast; † 23. Dezember 1999 in Abergavenny, Monmouthshire, Wales) war eine britische Staatsbeamtin, Journalistin und Politikerin der Labour Party. Seit 1970 war sie als Life Peeress Mitglied des House of Lords.

## Leben

### Familie und Ausbildung
Eirene Lloyd Jones wurde im Stadtteil Anwylfan, in der St Johns Avenue, in Belfast als ältestes Kind und einzige Tochter von Thomas Jones (1870–1955), gemeinhin als TJ bekannt, und dessen Ehefrau Eirene Theodora Lloyd († 1935) geboren. Ihr Vater war Staatsbeamter und Pädagoge. 1910 zog die Familie wieder zurück nach Wales und ließ sich in Barry nieder. Dort besuchte White zunächst die Grundschule. Aus beruflichen Gründen pendelte ihr Vater zwischen Barry und London. White besuchte daher zunächst eine weitere Grundschule im Stadtteil Upper Norwood in South London. 1919 zog die Familie endgültig nach London um, wo Eirene White dann auf die St Paul's Girls' School ging. Sie erhielt ein Stipendium und studierte Philosophie, Politikwissenschaften und Wirtschaftswissenschaften am Somerville College der Universität Oxford. Nach ihrem Abschluss 1932 machte sie eine Europareise, lebte einige Zeit in Heidelberg und ging anschließend in die Vereinigten Staaten. Dort arbeitete sie in der Besucherbetreuung der New York Public Library. In dieser Zeit wurde sie eine entschiedene Gegnerin der Rassendiskriminierung in den Vereinigten Staaten, nachdem man ihr verweigert hatte, im selben Restaurant wie Paul Robeson zu essen.
Von 1933 bis 1937 war sie, nach ihrer Rückkehr nach Großbritannien, Beamtin im Britischen Arbeitsministerium (Ministry of Labour). Von 1933 bis 1939 beschäftigte sie sich als Sozialarbeiterin mit Wohnungspolitik und den Problemen von Obdachlosen. Anfang des Zweiten Weltkriegs trat Eirene Jones dem Women’s Voluntary Service (WRVS) bei und wurde dessen Regionalsekretärin (Regional Secretary) für Wales. Sie arbeitete von 1939 bis 1941 für die Women’s Voluntary Service in Cardiff. Das Arbeitsministerium hatte sie eingestellt, um in Wales Arbeiter, insbesondere Frauen, für die Arbeit in Kriegs- und Rüstungsbetrieben auszubilden. Von 1941 bis 1945 war sie erneut Beamtin im Britischen Arbeitsministerium. Sie arbeitete als Sozialfürsorgerin (Welfare Officer) in South Wales. Nach dem Zweiten Weltkrieg war sie von 1945 bis 1949 politische Korrespondentin bei der britischen Zeitung Manchester Evening News. Sie gehörte zu den ersten politischen Korrespondentinnen in Großbritannien und war die erste Journalistin einer Lokalzeitung, die für die Berichterstattung aus dem House of Commons Zugang zur Londoner Presse erhielt. Außerdem arbeitete sie für die BBC.

### Politische Karriere
Bei den Britischen Unterhauswahlen 1945 kandidierte sie für die Labour Party erfolglos im Wahlkreis Flintshire. Sie verlor knapp gegen Nigel Birch. Bei den Britischen Unterhauswahlen 1950 wurde sie zur Parlamentsabgeordneten der Labour Party im Wahlkreis East Flintshire gewählt und wurde Mitglied des House of Commons. Im Britischen Unterhaus war sie eine der ersten weiblichen Parlamentsabgeordneten für Wales. Ihren Wahlkreis verteidigte White bei den weiteren Unterhauswahlen, einmal sehr knapp mit einem Vorsprung von lediglich 72 Wählerstimmen. Bei den Britischen Unterhauswahlen 1970 trat sie nicht mehr zur Wiederwahl an und schied aus dem Unterhaus aus.
1951 brachte sie im Britischen Unterhaus eine umstrittene Private Member’s Bill ein, die Matrimonial Causes Bill. Der Gesetzentwurf sah vor, dass die Zerrüttung einer Ehe, verbunden mit einem mindestens 7-jährigen Getrenntleben der Ehepartner, einen Grund für eine Scheidung der Ehe darstellen sollten. Im März 1951 folgte die zweite Lesung im Britischen Unterhaus. White zog ihren möglicherweise durchaus erfolgreichen Gesetzesentwurf schließlich zurück, nachdem sie von der Regierung die Zusicherung erhalten hatte, dass eine Royal Commission on Marriage and Divorce eingesetzt werden würde, die eine Reform des Ehe- und Familienrechts ausarbeiten würde. Spätere britische Familiengesetze, die das Scheidungsrecht  liberalisierten, griffen mehrfach auf Whites ursprüngliche Entwürfe zurück. Hugh Gaitskell machte White, hinter Anthony Greenwood, zur stellvertretenden Oppositionssprecherin der Labour Party für die Bereiche Bildung und Erziehung. 1961 hielt sie gemeinsam mit Margaret Thatcher eine Pressekonferenz ab, in der sie auf das Fehlen von Betreuungseinrichtungen und finanzieller Beihilfen für Vorschulkinder in Hochhaus-Wohnsiedlungen hinwies.
Als 1964 die Labour Party mit Premierminister Harold Wilson die Regierung übernahm, wurde White Parlamentarische Unter-Staatssekretärin  (Parliamentary Under Secretary) im Colonial Office. Sie bereiste intensiv die ehemaligen britischen Kolonien. Sie führte Gespräche mit den Einwohnern und Regierungsvertretern der Fidschi-Inseln im Zuge der Vorbereitung der Fiji Constitutional Conference 1965 und besuchte Gibraltar, um die lokale Regierung und die Bevölkerung Gibraltars zu unterstützen, als Spanien eine Verschärfung der Grenzregelungen durchzusetzen versuchte. 1966 wurde sie Staatsministerin im Foreign Office. Ihr Verhältnis zum damaligen britischen Außenminister Georg Brown blieb distanziert. Sie setzte sich, den völkerrechtlichen Traditionen der Vereinten Nationen verpflichtet, für die politische Unabhängigkeit Rhodesiens ein, wofür sie parteiinterne Kritik erhielt. Bei der Regierungsumbildung 1967 wurde sie ins Welsh Office versetzt; dort war sie bis 1970 Staatsministerin (Minister of State).

### Parteikarriere
1947 wurde sie Mitglied des National Executive Committee (NEC; Vorstand) der Labour Party, in der Frauen-Sektion der Partei. Aus Verärgerung über interne Kämpfe zwischen dem linken und rechten Flügel der Partei war sie 1953 aus dem Parteivorstand ausgetreten. 1959 wurde sie erneut Mitglied des National Executive Committee und blieb dies bis 1972. Sie war zeitweise auch Vorsitzende des NEC (1968–1969). Sie war auch Parteivorsitzende (Chairman) der Labour Party (1968–1969).

## Mitgliedschaft im House of Lords
Am 12. Oktober 1970 wurde White zur Life Peeress ernannt und wurde Mitglied des House of Lords; sie trug den Titel Baroness White, of Rhymney in the County of Monmouth. Ihre Antrittsrede hielt sie am 16. Dezember 1970.
White war im House of Lords Mitglied verschiedener Ausschüsse und Sonderausschüsse. Sie war Mitglied des Sonderausschusses für die Europäischen Gemeinschaften (Select Committee on the European Communities), welcher nach dem Beitritt Großbritanniens zur Europäischen Gemeinschaft eingerichtet worden war. Sie war Mitglied des Main Committee des House of Lords und von 1979 bis 1982 dessen Vorsitzende. Sie war außerdem Vorsitzende des Unterausschusses für Umwelt (Sub-committee on environmental questions). Von 1979 bis 1989 war sie stellvertretender Lord Speaker (Deputy Speaker) des House of Lords.
Im Hansard sind Wortbeiträge Whites im House of Lords aus den Jahren von 1970 bis 1996 dokumentiert. Bis 1995 nahm White regelmäßig an den Sitzungen des House of Lords teil; danach nahm ihre Anwesenheit ab. Im Juli 1996 meldete sie sich im Rahmen einer Debatte zu Verfassungsfragen (The Constitution) mit einem kurzen Einwurf letztmals zu Wort. Mitte 1997 war sie kurz nach der Regierungsübernahme der Labour-Party im Mai 1997 nochmals bei einigen Sitzungen im House of Lords anwesend.

## Weitere Ämter und Ehrungen
White wurde 1958 Vorsitzende (Chairman) der Fabian Society; sie hatte das Amt 1958/1959 inne. Sie gehörte als Governor dem Vorstand des British Film Institute an und war Mitglied des Vorstands (Board) des Trade Films Council. In späteren Jahren war sie Präsidentin (President) von Coleg Harlech (1974–1984) und Governor der National Library of Wales. Sie war weiters Vorsitzende (Chairman) der staatlichen Land Authority for Wales (1976–1980), stellv. Vorsitzende (Deputy Chairman) des  Metrication Board (1972–1976) und Mitglied der Royal Commission on Environment Pollution (1974–1981). Sie war außerdem Vorsitzende des Advisory Committee on Oil Pollution at Sea (1974–1978).
Sie wurde Ehrendoktor der University of Wales (1979) und der Queen’s University Belfast (1981). 1983 erhielt sie den Ehrendoktortitel als Doctor of Laws (LLD) von der University of Bath in 1983.

## Privates und Tod
1948 heiratete sie ihren Berufskollegen, den geschiedenen House-of-Commons-Korrespondenten, Journalisten und Lobbyisten John Cameron White († 1968), den sie bei einem Presseempfang in 10, Downing Street kennengelernt hatte.
Sie schrieb die Biografie The Ladies of Gregynog über die beiden walisischen Kunstsammlerinnen Gwendoline und Margaret Davies; das Buch wurde erstmals 1985 veröffentlicht.
Ende der 1990er Jahre zog sich White aus dem öffentlichen Leben zurück. Sie lebte fortan in Abergavenny, zuletzt in einem Alters- und Pflegeheim, dem Trebencyn Park Nursing Home, wo sie im Alter von 90 Jahren im Dezember 1999 auch starb. Der Trauergottesdienst für White fand in der St. Mary’s Priory Church in Abergavenny statt. Im Rahmen einer privaten Feier wurden ihre sterblichen Überreste im Croesyceiliog Crematorium in Cwmbrân verbrannt. Ihre Asche wurde später in Barry verstreut, wo sie ihre Kindheit verbracht hatte. Am 17. Mai 2000 fand ein Gedenkgottesdienst für White in der St Margaret’s Church in Westminster statt; die Ansprache hielt John Morris, Baron Morris of Aberavon.